# 比亚什圣瓦斯特
比亚什圣瓦斯特（法語：Biache-Saint-Vaast）是法国北部-加来海峡大区加来海峡省的一个市镇，属于阿拉斯区维特里昂纳图瓦县。该市镇2009年时的人口为4,083人。

## 人口
比亚什圣瓦斯特人口变化图示
| 数据来源：INSEE |